# Овсиенко, Иван Иванович
Иван Иванович Овсиенко (1901, Екатеринослав — 1971, Харьков) — советский деятель, врач, нарком здравоохранения УССР. Кандидат в члены ЦК КП(б)У в мае 1940 — январе 1949 г. Депутат Верховного Совета УССР 1-го созыва. Кандидат медицинских наук (1946), профессор кафедры организации здравоохранения (1968).

## Биография
В 1929 году окончил лечебный факультет Днепропетровского медицинского института.
В 1929—1930 годах — санитарно-эпидемиологический инспектор Мелитопольского округа УССР. С сентября 1930 года — аспирант кафедры гигиены Харьковского медицинского института.
Член ВКП(б).
В 1935—1937 годах — заместитель директора и заведующий отделом коммунальной гигиены Украинского центрального института коммунальной гигиены в Харькове. С сентября 1937 года — инструктор отдела науки ЦК КП(б)У.
В 1938 — январе 1944 г. — народный комиссар здравоохранения Украинской ССР. Во время Великой Отечественной войны был уполномоченным санитарного управления Южного и Юго-Западного фронтов, занимался медико-санитарным обеспечением советских партизан.
В 1944—1971 годах — директор Украинского центрального института усовершенствования врачей в городе Харькове.

## Награды
- Орден Трудового Красного Знамени (трижды);
- орден Красной Звезды;
- медали.